# Kamenołomnia
Kamenołomnia (ukr. Каменоломня, ros. Каменоломня) — wieś w rejonie sackim w Republice Autonomicznej Krymu na Ukrainie.